# Norijada
Norijada je tradicionalno okupljanje maturanata povodom završetka trogodišnjeg (uglavnom strukovne škole za zanat), četverogodišnjeg (gimnazije i strukovne škole) ili petogodišnjeg (medicinske škole) srednjoškolskog obrazovanja. Najčešće se sastoji od povorke gradom i zajedničkog okupljanja na gradskim trgovima i parkovima uz glazbu i ples.

## Zagreb
Svake godine oko 7 tisuća maturanata svoje okupljanje započinje na Trgu bana Josipa Jelačića. Prije samog početka programa oko 12 sati gradonačelnik grada Zagreba s nekoliko riječi pozdravlja maturante i profesore a zatim povorka prolazi gradom. Zbog prolaska maturanata gradski prijevoz i prometnice se zatvaraju kako bi se oslobodila trasa kretanja učenika. Maturanti od Trga bana Jelačića, preko Praške, Zrinjevca, Strossmayerovog i Tomislavovog trga, Mihanovićeve, Miramarske, Ulice grada Vukovara i Hrvatske bratske zajednice, Mosta slobode, Ulice Damira Tomljanovića Gavrana dolaze do ulaza u park Bundek gdje je svake godine organiziran glazbeni program koji traje sve do 22 sata. Na posljednji dan nastave popiju se tisuće litre alkohola, a sve je osigurano brojnom policijskom i zdravstvenom pratnjom tijekom cijeloga dana. U večernjim satima pojačan je broj ZET-ovih tramvaja i autobusa kako bi učenici sigurno stigli u svoje domove.

## Split
Split je jedini veći grad u Hrvatskoj koji nema organizirani program za posljednji dan nastave završnih razreda srednje škole. Uobičajena praksa je posipanje brašnom, kupanje u moru te ispijanje alkohola u ugostiteljskim objektima uz samu školu gdje su najčešće boravili učenici.

## Rijeka
U Rijeci cjelodnevni program započinje u 11 sati na Korzu. Svake godine na Riječkoj norijadi sudjeluje oko dvije i pol tisuće maturanata iz Primorsko-goranske županije, od toga više od pola iz grada Rijeke. Za Riječke maturante priprema se kontijada - glazbeni program koji na mostu preko Rječine traje do kasnih noćnih sati. Sve češća je upotreba brašna, ali ima i primjera gdje se škole organizirano okupljaju oko humanitarnih akcija i akcija pripreme obroka za svoje sumještane.

## Osijek
Program grada Osijeka započinje u 11 sati generalnom probom plesa Quadrille koji se istovremeno održava u brojnim gradovima svijeta. Deset minuta prije službenog plesa koji je u planu za 12 sati, učenicima se obraća župan Osječko-baranjske županije, a od 12 sati slijedi desetominutni ples kojega su maturanti učili tjednima prije samog predstavljanja na posljednji dan nastave. Program se nastavlja od 13 sati na prostoru Amfiteatra, a povorka se kreće trasom od Trga Ante Starčevića, Ribarske ulica, Zimske luke, Promenade, Pješačkog mosta, Copacabane do šatora kod Amfiteatra. Glazbeni program i koncert traju do ponoći.